# IBM 3270 PC
El IBM 3270 PC (IBM System Unit 5271), lanzado en octubre de 1983, es un IBM PC XT que contiene hardware adicional que puede emular el comportamiento de un terminal IBM 3270. Por lo tanto, se puede utilizar como una computadora independiente y como un terminal para un mainframe .
IBM lanzó más tarde el 3270 AT (IBM System Unit 5273), que es un diseño similar basado en el IBM PC AT. También lanzaron versiones de gráficos de gama alta de la PC 3270 en las variantes XT y AT. Las versiones basadas en XT se denominan 3270 PC/G y 3270 PC/GX y usan una Unidad del sistema 5371 diferente, mientras que sus contrapartes AT (PC AT/G y PC AT/GX) tienen la Unidad del sistema 5373.

## Tecnología
El hardware adicional ocupa casi todas las ranuras de expansión libres en la computadora. Incluye una tarjeta de video que ocupa de 1 a 3 ranuras ISA (dependiendo del nivel de soporte de gráficos requerido) y admite los modos de video CGA y MDA. La resolución de la pantalla es de 720 × 350, ya sea en el monitor a color de 14 pulgadas (modelo 5272) o en monocromo en un monitor MDA.
Una tarjeta de expansión adicional intercepta scancodes desde el teclado 3270 de 122 teclas, convirtiéndolos en scancodes XT que luego se envían al conector de teclado normal. Este teclado, llamado oficialmente el 5271 Keyboard Element, pesa 4,2 kg.
La última tarjeta adicional (un emulador 3278) proporciona la interfaz de comunicación al sistema principal del host.

## Modelos
- PC 3270 (Unidad del sistema 5271) - PC original 3270, inicialmente ofrecida en tres modelos diferentes numerados 2, 4 y 6. El modelo 2 tiene una memoria no expandible de 256 KB y una sola unidad de disquete. El modelo 4 tiene memoria expandible, una segunda unidad de disquete y un puerto paralelo. El modelo 6 reemplaza una de las unidades de disquete con un disco duro de 10 MB.[3] El modelo 6 tenía un precio de venta de US$6210 (equivalente a $18 997 en 2023) en su lanzamiento (con 512KB de RAM), sin incluir pantalla, cables ni software; una configuración de trabajo con una memoria RAM de 192KB adicional, pantalla a color (modelo 5272) y el cableado y el software básicos (pero sin soporte para gráficos del host / mainframe-side) alcanzaron los US$8465 (equivalente a $25 896 en 2023).[2] Una revisión de 1985 realizada por PC Magazine encontró que la transferencia rápida de archivos hacia y desde el mainframe fue el punto fuerte de venta de esta unidad: las transferencias de archivos que tomaban horas con una placa Irma tomaron solo unos minutos con las placas (y el software) que venían con la PC 3270. Sin embargo, la PC 3270 sufrió problemas de incompatibilidad con otro hardware XT y software DOS;[2] por ejemplo, Microsoft QuickBasic.[4] Su placa de mainframe 3278 también se consideró mediocre, en comparación con un terminal de gráficos IBM 3279, porque proporciona solo una pantalla de 24 líneas durante las sesiones de mainframe, lo que requiere un desplazamiento del lado del PC para las aplicaciones de 32 líneas que se utilizan normalmente con un 3279, o soporte explícito de 24 líneas para aplicaciones en el lado del mainframe.[2]
  - los modelos 24 (dos unidades de disquete) y 26 (disquete más 10 MB de disco duro) fueron lanzados posteriormente con el monitor de plasma IBM 3295. Esta pantalla monocromática está diseñada para proporcionar un terminal de texto de alta capacidad para sesiones de mainframe simultáneas. Tiene dos conjuntos de tipos: una con caracteres de 6x12 píxeles, con la que puede mostrar texto en 62 filas por 160 columnas, y una tipografía más grande con caracteres de 9x16 píxeles, con la que puede mostrar 46 filas por 106 columnas de texto.[5][1]
  - Los modelos 30, 50 y 70 tienen 640 KB de RAM en la placa del sistema y siguen el mismo patrón de disco que los modelos iniciales (un disquete, dos disquetes y un disquete más disco duro) pero con un disco duro de 20 MB. Estos (y todos los modelos posteriores) también vuelven al adaptador de pantalla 5151/5272 (no son compatibles con el monitor de plasma).[1]
  - Los modelos 31, 51 y 71 vuelven a 256 KB de RAM en la placa del sistema, pero también se enviaron con un adaptador de memoria expandida (XMA) con 1 MB de RAM estándar.[1] Opcionalmente, estos modelos (lanzados en 1986) podrían estar equipados con hasta 2 MB de XMA.[6][7]
  - Los modelos P30, P50, P70 y P31, P51, P71 eran como los modelos 30/50/70 y respectivamente 31/51/71 pero con un teclado de 101 teclas (estilo AT) que reemplaza al teclado 5271.[1]

Los modelos 31/51/71 y todos los modelos P, requieren la versión 3.0 del programa de control.
- PC 3270 PC/G-3270 con hardware de gráficos mejorado y compatibilidad con mouse; se vende junto con un IBM 5279 color de la pantalla, que es accionado por una placa gráfica IBM 5278, que proporciona 720x512 de resolución y emulación CGA para compatibilidad. En su lanzamiento, el precio minorista de esta configuración fue de US$11 240 (equivalente a $34 385 en 2023).[2]
  - Inicialmente ofrecidos como Modelo 12, 14 y 16: estos tienen opciones de configuración de disco similares (un disquete, dos disquetes y un disquete más en el disco duro) como la PC 3270 básica, pero tenían más memoria estándar de 384 KB, 512 y 576 KB respectivamente. Incluso el modelo básico 12 tiene un puerto paralelo y admite un ratón. El ratón (IBM 5277) es opcional, aunque incluso para el Modelo 16, y tenía un precio de lista de US$340 (equivalente a $1040 en 2023).[3]
  - 3270 PC/GX - Soporte de gráficos APA extendido (1024x1024) proporcionado por la IBM 5378 Display Attachment Unit; se envía con un monitor a color o monocromo de 19 pulgadas (IBM 5379). El precio de lanzamiento fue de US$18 490 (equivalente a $56 563 en 2023), aunque al agregar el software básico y los cables llegaba a cerca de US$20 000 (equivalente a $61 183 en 2023).[2]

La PC 3270 básica no se pudo actualizar a PC/G o PC/GX. Estos dos modelos usan una unidad básica diferente (Unidad del sistema 5371), con un precio de US$6580 (equivalente a $20 129 en 2023) (para el Modelo 16) sin gráficos.
Más tarde, los modelos basados en AT:
- 3270 AT (Unidad del sistema 5273) - corresponde a la PC 3270, pero se basa en un AT de IBM.
- 3270 AT/G y GX (Unidad del sistema 5373) - corresponde a 3270 PC/G y PC/GX, respectivamente, pero se basa en un AT de IBM.

## Software
En su lanzamiento, la PC 3270 usó el 3270 PC Control Program como su sistema operativo. PC DOS 2.0 (y posterior 2.1) se puede ejecutar como una tarea en el Control Program. Solo se puede ejecutar una tarea de PC DOS en un momento dado, pero en paralelo con esto, el Control Program puede ejecutar hasta cuatro sesiones de mainframe. El Control Program también proporciona un entorno de ventanas básico, con hasta siete ventanas; además de las cuatro sesiones de mainframe y una sesión de DOS, también proporciona dos blocs de notas. Los blocs de notas se pueden usar para copiar texto de la sesión de PC DOS a las sesiones de mainframe, pero no al revés. Dado el pequeño tamaño de la pantalla de caracteres, una revisión de PC Magazine concluyó que las funciones de ventanas no eran útiles, y los blocs de notas aún menos. También describió al Control Program como un «devorador de memoria», utilizando unos 200 KB de RAM en una configuración típica. Más útiles fueron las utilidades especializadas de transferencia de archivos de PC DOS que estaban disponibles (llamadas simplemente SEND y RECEIVE), que permiten el intercambio de archivos con el mainframe y proporcionan la conversión ASCII/EBCDIC. Los precios de lista para el Control Program y las utilidades de transferencia de archivos fueron de US$300 (equivalente a $917,74 en 2023) y US$600 (equivalente a $1835 en 2023), respectivamente. En el lanzamiento de la PC 3270, el Control Program fue la característica distintiva del software entre una PC 3270 y una XT con una placa 3278 adicional.
IBM consideraba que el Control Program de PC 3270 era un software de mainframe, por lo que no proporcionaba actualizaciones instalables por el usuario. Las actualizaciones tenían que ser instaladas por expertos programadores de sistemas.
Los modelos PC/G y PC/GX ejecutan una versión del Control Program con capacidad para gráficos de mainframe, llamada Graphics Control Program (GCP). En el lado del mainframe, el IBM Graphical Data Display Manager (GDDM) versión 4 (y posterior) es compatible con estas dos estaciones de trabajo. El GDDM proporcionó soporte para paneo y zoom local (sin afectar el mainframe del host) en los PC/G y PC/GX.
En 1987, IBM lanzó el IBM 3270 Workstation Program, que admite los modelos XT y AT de las PC 3270, así como los modelos XT y AT simples (incluso con un teclado XT o AT) con una placa 3278. Permite hasta seis sesiones simultáneas de DOS 3.3, pero el número de sesiones de mainframe y blocs de notas se mantuvo igual (cuatro y dos, respectivamente).

## Recepción
BYTE en 1984 elogió la emulación 3278 del 3270 PC y el monitor a color, y concluyó que la computadora era «una necesidad» para aquellos que buscan gráficos de alta calidad o comunicaciones de mainframe.